# جیمز کلیر

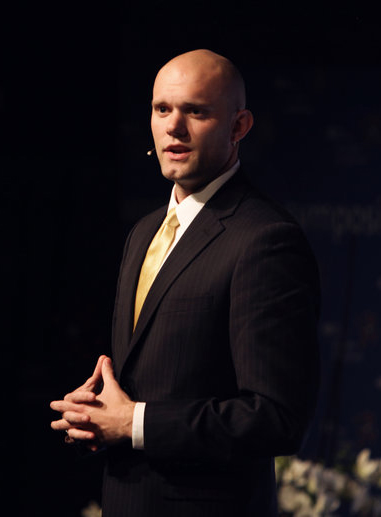

جیمز کلیر نویسنده آمریکایی است که بیشتر به خاطر کتاب عادت‌های اتمی مشهور است.

## عادت‌های اتمی سلام
با تکیه بر مبادلاتی که با خوانندگان لیست ایمیل خود داشت، جیمز کلیر در سال ۲۰۱۸ کتاب عادت‌های اتمی خود را در مورد چگونگی ایجاد عادات کوچک و مکرر که تأثیر مفید و انباشته زیادی بر زندگی فرد دارند، منتشر کرد. طبق مقدمه کتابش، او باید در هنگام توانبخشی از آسیب شدید جمجمه ای که هنگام بازی بیسبال متحمل شده بود، چنین عاداتی را ایجاد می‌کرد.
او در کتابش ادعا می‌کند که در حالی که بسیاری از مردم می‌توانند به راحتی اهداف و برنامه‌هایی ایجاد کنند، اما اغلب برای پایبندی به آن‌ها در زندگی روزمره خود تلاش می‌کنند. این ایده شبیه به مفهوم مقاصد اجرایی است که توسط روان‌شناس آلمانی پیتر گولویتزر ایجاد شده است.
بسیاری از نویسندگان ایده‌های ارائه شده در عادات اتمی را با انتشار کتاب‌های کاری و راهنماهایی برای اجرا گسترش داده‌اند. در فوریه ۲۰۲۴، جیمر کلیر از راه اندازی یک اپلیکیشن عادت‌های جدید به نام Atoms خبر داد.

## سنین جوانی و تحصیل
کلیر که در همیلتون، اوهایو بزرگ شد، مدرک خود را دررشته بیومکانیک از دانشگاه دنیسون در سال ۲۰۰۸ دریافت کرد و در آنجا به عنوان کاپیتان تیم بیسبال نیز مشغول بود. در طول دوران تحصیل خود در دانشگاه، دو بار در سمپوزیوم سنت گالن شرکت کرد و در نهایت در دومین سال حضور خود در مسابقه جهانی مقاله برنده شد.

## حرفه
پس از فارغ‌التحصیلی از دنیسون، کلیر کار خود را به عنوان مربی عملکرد برای ورزشکاران و مدیران آغاز کرد. سپس به نویسندگی و سخنرانی عمومی پرداخت. در سال ۲۰۱۲ او برای اولین بار شروع به نوشتن در مورد خودسازی کرد. اولین کتاب او، عادتهای اتمی، بیش از ۱۵ میلیون نسخه در سراسر جهان به چندین زبان فروخته است. کارهای او همچنین در نیویورک تایمز، فوربس و تایم برجسته شده است.

## آثار
- عادتهای اتمی - خرده عادتها
- قدرت شروع ناقص
- ذهنیت برنده